# Carex yonganensis
Carex yonganensis är en halvgräsart som beskrevs av Lun Kai Dai och Y.Z.Huang. Carex yonganensis ingår i släktet starrar, och familjen halvgräs. Inga underarter finns listade i Catalogue of Life.